# Корпиломболо
Корпиломболо (швед. Korpilombolo) — населённый пункт на северо-востоке Швеции. Расположен в коммуне Паяла лена Норрботтен. Находится примерно в 150 км к северо-востоку от Лулео и в 40 км к юго-западу от города Паяла, на реке Корпиломболойоки — небольшом притоке реки Каликсэльвен.

## Население
Население по данным на 2010 год составляет 529 человек.
| Год  | Население |
| ---- | --------- |
| 1970 | 861       |
| 1975 | 760       |
| 1980 | 706       |
| 1990 | 661       |
| 1995 | 640       |
| 2000 | 571       |
| 2005 | 548       |
| 2010 | 529       |

Источник: